# Mésanger
Mésanger – miejscowość i gmina we Francji, w regionie Kraj Loary, w departamencie Loara Atlantycka.
Według danych na rok 2010 gminę zamieszkiwały 4394 osoby, a gęstość zaludnienia wynosiła 88 osób/km².
Urodził tu się bp Louis-Joseph-Marie Auneau SMM.